# Suseong-gu
Suseong-gu es una gu, o distrito, en el sureste de Daegu, Corea del Sur. Es una de las zonas más prósperas y de alta densidad de Daegu, y es el sitio de los más extensos del distrito hagwon de la ciudad.

Suseong-gu comparte su frontera oriental con la ciudad Gyeongsan, y se ve a través del arroyo Sincheon en Nam-gu y Jung-gu hacia el centro de la ciudad. Al norte se encuentra con Dong-gu y al sur se enfrenta Dalseong-gun en toda la cordillera de Yongjibong. Atracciones en el distrito incluyen Yongjibong y Suseong Lake, así como el parque de la orilla Sincheon. El distrito cuenta con conexiones cercanas a ambos el centro de Daegu y la vecina Gyeongsan. Museo Nacional de Daegu el museo se encuentra en Suseong-gu.